# Згорње Горје
Згорње Горје (словен. Zgornje Gorje) је насељено место и седиште општине Горје, Горењска регија, Словенија.

## Историја
До територијалне реорганизације у Словенији било је у саставу старе општине Радовљица.

## Становништво
У попису становништва из 2011. године, Згорње Горје је имало 500 становника.
| Број становника према пописима | Број становника према пописима | Број становника према пописима |
| ------------------------------ | ------------------------------ | ------------------------------ |
| 1991                           | 2002                           | 2011                           |
| 519                            | 532                            | 500                            |

## Галерија
- детаљ
- природа